# Melody Farshin
Melody Farshin, född 10 augusti 1988, är en svensk ståupp-komiker och författare.

## Biografi
Farshin, som är uppväxt i Husby i Stockholm, debuterade som ståupp-komiker 2008. 2013 var hennes första TV-framträdande som ståupp-komiker. Hon har turnerat runt i Sverige, bland annat med Riksteatern, och även medverkat i radio och TV, till exempel som lärare i humorserien Skolan på TV3 och i Lilla Al-Fadji i P3. Hösten 2021 var det premiär för Farshins första soloshow, Tre streck, på Stockholms stadsteaters scen i Husby. Den visades även på andra av Stadsteaterns scener för att sedan gå ut på turné med Riksteatern.
Farshin är verksam som debattör och krönikör i olika tidningar och 2018 debuterade hon som författare med ungdomsromanen Mizeria. Boken handlar om ett tvillingpar i gymnasieåldern, Aicha och Ali, som bor i en miljonprogramsförort.  2021 kom uppföljaren Lowkey.  2020 gavs Mizeria som teater på Kulturhuset Stadsteaterns Husbyfilial. Regin gjordes av Astrid Kakuli och skådespelare var Maria Nohra och Ahmed Berhan. 
2021 var Melody Farshin en av mottagarna av Natur & Kulturs särskilda stipendium för att hon "har ett intensivt, vildsint och brännande språk som får unga att läsa sina första romaner." 100k, den tredje och avslutande delen i bokserien som inleddes med Mizeria, vann Nils Holgersson-plaketten för 2022 års bästa barn- eller ungdomsbok. I motiveringen står bland annat "Den belönas med Nils Holgersson-plaketten då den med en komprimerad, effektiv och humoristiskt pricksäker prosa berättar historien med de ungas egna röster. Författaren ger oss en gripande bild av utanförskap, att plötsligt bli viktig och få känna sig sedd..."

## Utmärkelser
- 2021 Natur och kulturs särskilda stipendium[10]
- 2022 Stockholms stads kulturstipendium[12]
- 2023 stipendium från Stiftelsen Marta Sandwall-Bergströms författarfond
- 2023 Nils Holgersson-plaketten, 2022 års bästa barn- eller ungdomsbok för 100k[11]
- 2024 Expressens Heffaklump[13]

## Medverkan i TV (urval)
- 2022 – IFS – invandrare för svenskar (TV-serie)